# Одилов, Ахмаджан
Ахмаджан Одилов (Адылов) (узб. Ahmadjon Odilov; 1 мая 1925, Наманганский уезд — 27 сентября 2017, Наманганская область) — влиятельный узбекский политик, Герой Социалистического Труда (1965), член Центральной ревизионной комиссии КПСС в 1966—1971 годах.
Делегат XXIII, XXIV, XXV съездов КПСС (1966, 1971, 1976 годы). Депутат Верховного Совета СССР 9-го и 10-го созывов (1974—1984). Избирался членом  Президиума Верховного Совета СССР и депутатом Верховного Совета Узбекской ССР трёх созывов.

## Биография
Родился 1 мая 1925 года в посёлке Гурумсарай Наманганской области Узбекской ССР (ныне Папского района Наманганской области Узбекистана). Отец Адылова был репрессирован. С детства трудился в сельском хозяйстве. В 1960-1970-х годах был председателем колхоза имени В. И. Ленина Папского района Ферганской области Узбекской ССР.
Постепенно стал одним из доверенных лиц Ш. Рашидова, тогдашнего лидера Узбекистана. В конце 1970-х годов возглавил Папский районный агропромышленный комплекс, неоднократно отмечался государственными наградами. В середине 1980-х годов стал одним из важнейших фигурантов «хлопкового дела», которое расследовали следователи Т. Х. Гдлян и Н. В. Иванов. 
В 1984 году Адылов был арестован и просидел в Бутырской тюрьме восемь лет — столько тянулось предварительное следствие. Вся советская пресса и телевидение работали над дискредитацией Ахмаджона Адылова, изображая его средневековым тираном, казнокрадом, мошенником и лжецом. Однако после семи лет следствия Генеральная прокуратура СССР не смогла найти доказательства преступлений.
После обретения Узбекистаном независимости, президент Ислам Каримов направил в Москву письмо с просьбой вернуть Ахмаджона Адылова на родину. За шесть дней до президентских выборов Ахмаджон Адылов специальным авиарейсом был доставлен из Москвы в Ташкент и тотчас же отпущен под подписку о невыезде. Судебные разбирательства по его делу в Узбекистане продолжились, хотя все понимали, что это всего лишь формальность.
В 1991 году Съезд узбекских писателей под председательством Адыла Якубова и Мухаммада Салиха единогласно объявил Адылова «Национальным героем».
По возвращении на родину Ахмаджон Адылов, окрылённый идеей вернуть Узбекистану былое величие, принялся организовывать свою политическую организацию - Партию Справедливости Тимура, что крайне раздосадовало президента Каримова, и вскоре отношения Каримова и Адылова резко ухудшились.
В июне 1993-го, через полтора года после освобождения из российской тюрьмы, Адылова вновь арестовали, а четырьмя месяцами позже кокандский городской суд приговорил бывшего хозяина Ферганской долины к 4-летнему заключению за хищение пяти тонн удобрений. Через год, когда он уже отбывал этот срок, ему добавили еще 10 лет за «экономические преступления», совершенные им в советское время.
Однако сидеть ему пришлось гораздо больше, и всякий раз, когда наступало время выпускать его на свободу, Адылова судили снова. В итоге в независимом Узбекистане он отсидел 16 лет.
5 июня 2008 года в возрасте 83 лет Ахмаджан Адылов окончательно вышел на свободу.
В отличие от других фигурантов «хлопкового дела» — Р. Гаипова, К. Камалова, М. Мусаханова, Б. Рахимова — звания Героя Социалистического Труда и наград не лишался.
Умер в своём доме в Папском районе Наманганской области 27 сентября 2017 года на 93-м году жизни.

## Награды и звания
- Герой Социалистического Труда (1.03.1965)
- 3 ордена Ленина (1.03.1965; 8.04.1971; 10.12.1973)
- орден Октябрьской Революции (25.12.1976)
- медали